# 7th Time Loop
7th Time Loop: The Villainess Enjoys a Carefree Life Married to Her Worst Enemy! (ループ7回目の悪役令嬢は、元敵国で自由気ままな花嫁生活を満喫する, Loop 7-kaime no Akuyaku Reijō wa, Moto Tekikoku de Jiyū Kimamana Hanayome Seikatsu o Mankitsu Suru) é uma série japonesa de light novels escrita por Touko Amekawa. A série teve origem no site Shōsetsuka ni Narō em fevereiro de 2020, antes de ser publicada de forma impressa com ilustrações de Wan Hachipisu pela Overlap a partir de outubro de 2020. Em dezembro de 2023 teve seu sexto volume lançado.
Uma adaptação em mangá com ilustrações de Hinoki Kino começou a serialização no site Comic Gardo em dezembro de 2020. Em fevereiro de 2024, teve seu sexto volume lançado.
Uma adaptação em anime para televisão, produzida pelo Studio Kai e Hornets, estreou em janeiro de 2024, sendo lançada no Brasil pela Crunchyroll de forma legendada e dublada. A primeira temporada adaptou 2 volumes da Light Novel e a maior parte dos 6 primeiros volumes do mangá.

## Premissa
Rishe Weitzner teve seu noivado com o príncipe herdeiro anulado, mas esta é a sétima vez que isso acontece; ela está presa em um loop temporal, onde não importa o emprego ou a localização, ela sempre acaba morta aos 20 anos, cinco anos após a anulação. Desta vez, ela chama a atenção do Príncipe Arnold, do Reino vizinho de Galkhein, responsável por uma terrível guerra em todos os seus loops anteriores, e pela sua morte direta em seu 6º ciclo.
Decidida a ter uma vida longa e tranquila, Rishe aceita sua proposta de casamento com a condição de não ter que cumprir deveres reais e poder ficar à toa, percebendo que ao se aproximar dele pode descobrir o que o levou à começar a guerra. A proposta também ajuda Arnold, pois atende ao pedido de seu pai de "tecnicamente" tomar uma noiva/refém estrangeira. Rishe logo começa a usar todas as suas habilidades de vidas passadas para ajudar o povo de Galkhein e vê que Arnold não é a mesma pessoa completamente fria de seu 6º ciclo, fazendo Rishe se perguntar o que fez o coração dele enrijecer. 

## Personagens

### Personagens principais
Rishe Irmgard Weitzner (リーシェ・イルムガルド・ヴェルツナー, Rīshe Irumugarudo Verutsunā)
Voz de: Ikumi Hasegawa | Voz brasileira: Raphaela Santoro
Rishe cresceu como um peão político de seus pais, que a deserdaram quando seu noivado foi anulado. No entanto, ao se desprender dos papel que lhe incumbiram, ela começa vida nova primeiro como comerciante e depois com uma carreira nova a cada loop: ela foi fitoterapeuta, estudiosa, empregada doméstica, caçadora e cavaleiro. Exasperada ao ver seus esforços em viver uma vida longa sendo repetidamente derrotados pelas ações do Reino Galkhein, Rishe decide aceitar a proposta de Arnold na expectativa de finalmente ter uma vida longa e tranquila, enquanto tenta entender e impedir os eventos que levarão à guerra.
Arnold Hein (アルノルト・ハイン, Arunoruto Hain)
Voz de Nobunaga Shimazaki | Voz brasileira: Renan Duarte
Príncipe Herdeiro do Reino Galkhein. No sexto loop de Rishe, que o viveu disfarçado como homem para ser cavaleiro, ela luta na guerra contra Arnold e é morta por ele. Ao conhecê-lo no sétimo loop, entretanto, ele parece ser solene e severo, mas também gentil. Arnold se interessa de cara por Rishe por seu jeito de ser, suas proezas como cavaleiro e habilidades diversas, achando-a fascinante.

### Personagens de apoio
Kaine Tully (ケイン・タリー, Kein Tarī)
Voz de: Shinnosuke Tachibana. | Voz brasileira: Thiago Fagundes
O chefe da Companhia de Comércio Aria, que treinou Rishe em seu primeiro loop. Embora ardiloso e focado em conquistas, resultados e lucros, ele se preocupa muito com sua irmã mais nova, Aria.
Michel Hévin (ミシェル・エヴァン, Misheru Evan)
Voz de: Daisuke Ono | Voz brasileira: Diogo Ferreira
Estudioso que foi professor de Rishe em seu terceiro loop.
Kyle Morgan Cleverly (カイル・モーガン・クレヴァリー, Kairu Mōgan Kurevarī)
Voz de: Katsumi Fukuhara | Voz brasileira: Filipe Gimenez
Príncipe de Coyolles, Kyle tem um sério problema de saúde e um grande senso de responsabilidade para com seu reino.

#### Reino Galkhein
Theodore August Hein (テオドール・オーギュスト・ハイン, Teodōru Ōgyusuto Hain)
Voz de: Mariya Ise |
O irmão mais novo de Arnold. Ele raramente  se encontra com o irmão, e parecem não se dar bem. Arnold aconselha Rishe a manter distância dele.
Oliver Laurents Friedheim (オリヴァー・ラウレンツ・フリートハイム, Orivā Raurentsu Furītohaimu)
Voz de: Shun'ichi Toki | Voz brasileira: Wagner Follare
Assistente pessoal de Arnold.

#### Reino Elmity
Dietrich (ディートリヒ, Dītorihi)
Voz de: Nobuhiko Okamoto | Voz brasileira: Cafi Balloussier
O príncipe com quem Rishe estava envolvido em todos os ciclos temporais. Depois que mentiras são espalhadas sobre Rishe, ele anula o noivado. Ele é narcisista e cheio de si, então foi um choque que Rishe o repreendeu no ciclo atual.
Marie (マリー, Marī)
Voz de: Yui Kondo | Voz brasileira: Roberta Piragibe
A nova noiva do Príncipe Dietrich que inventou as mentiras sobre Rishe. Ela fez isso para poder se casar com o príncipe pelo bem de sua família. Rishe informa que ela está ciente da situação e não sente raiva dela, dizendo a Marie para encontrar a própria felicidade.

## Mídia

### Light Novel
Escrita por Touko Amekawa, a série começou a ser publicada no site de postagem de romances Shōsetsuka ni Narō em 7 de fevereiro de 2020. A série foi posteriormente adquirida pela Overlap, que começou a publicar a série impressa com ilustrações de Wan Hachipisu em 25 de outubro de 2020.  Até dezembro de 2023, seis volumes foram lançados.
Em outubro de 2021, a Seven Seas Entertainment anunciou que licenciou a série para publicação em inglês.

#### Lista de volumes
| No. | Data de Lançamento Original | ISBN Original          | Data de Lançamento em Inglês | ISBN Inglês            |
| --- | --------------------------- | ---------------------- | ---------------------------- | ---------------------- |
| 1   | 25 de outubro de 2020       | ISBN 978-4-8655-4767-2 | 19 de julho de 2022          | ISBN 978-1-63858-393-6 |
| 2   | 25 de fevereiro de 2021     | ISBN 978-4-8655-4852-5 | 29 de novembro de 2022       | ISBN 978-1-63858-394-3 |
| 3   | 25 de junho de 2021         | ISBN 978-4-8655-4944-7 | 4 de abril de 2023           | ISBN 978-1-63858-858-0 |
| 4   | 25 de novembro de 2021      | ISBN 978-4-8240-0029-3 | 1 de agosto de 2023          | ISBN 978-1-68579-648-8 |
| 5   | 25 de agosto de 2023        | ISBN 978-4-8240-0218-1 | 30 de abril de 2024          | ISBN 979-8-88843-084-2 |
| 6   | 25 de dezembro de 2023      | ISBN 978-4-8240-0690-5 | 17 de setembro de 2024       | ISBN 979-8-88843-429-1 |

### Mangá
Uma adaptação em mangá, ilustrada por Hinoki Kino, começou a serialização no site Comic Gardo em 5 de dezembro de 2020. Até fevereiro de 2024, os capítulos individuais da série foram coletados em seis volumes tankōbon .
Em dezembro de 2021, a Seven Seas Entertainment anunciou que licenciou o mangá para publicação em inglês.

#### Lista de volumes
| No. | Data de Lançamento Original | ISBN Original          | Data de Lançamento em Inglês | ISBN Inglês            |
| --- | --------------------------- | ---------------------- | ---------------------------- | ---------------------- |
| 1   | 25 de junho de 2021         | ISBN 978-4-8655-4767-2 | 27 de setembro de 2022       | ISBN 978-1-63858-393-6 |
| 2   | 25 de novembro de 2021      | ISBN 978-4-8655-4852-5 | 13 de dezembro de 2022       | ISBN 978-1-63858-394-3 |
| 3   | 25 de junho de 2022         | ISBN 978-4-8655-4944-7 | 27 de junho de 2023          | ISBN 978-1-63858-858-0 |
| 4   | 25 de fevereiro de 2023     | ISBN 978-4-8240-0029-3 | 5 de dezembro de 2023        | ISBN 978-1-68579-648-8 |
| 5   | 25 de agosto de 2023        | ISBN 978-4-8240-0218-1 | 25 de junho de 2024          | ISBN 979-8-88843-084-2 |
| 6   | 25 de fevereiro de 2024     | ISBN 978-4-8240-0690-5 | 26 de novembro de 2024       | ISBN 979-8-89160-623-4 |

### Anime
Uma adaptação de uma série de anime para televisão foi anunciada em 18 de agosto de 2023. Será produzido pelo Studio Kai e Hornets e dirigido por Kazuya Iwata, com roteiros escritos por Touko Machida, design de personagens feito por Kenichi Ōnuki e música composta por Satoshi Hōno e Ryūnosuke Kasai. A série estreou em 7 de janeiro de 2024, na AT-X e outras redes.
Shun'ichi Toki (voz japonesa de Oliver) canta a música tema de abertura “Another Birthday”, enquanto The Binary canta a música tema de encerramento "Kienai" (消えない)  .
A Muse Communication licenciou a série no Sul e Sudeste Asiático.
O serviço de streaming Crunchyroll também licenciou a série, lançando-a no Brasil de forma legendada também no dia 7 de Janeiro. A dublagem do primeiro episódio estreou no dia 27 de Janeiro, enquanto que os episódios seguintes foram lançados de forma semanal nos finais de semana seguintes, aos domingos.

#### Episódios
| N.º | Título em português Título original | Exibição original       |
| --- | --- | ----------------------- |
| 1 | "O Retorno do Príncipe Herdeiro" Transliteração: "Watashi o Koroshita Konyakusha" (em japonês: 私を殺した婚約者)                                          | 7 de janeiro de 2024    |
| O cavaleiro real Rishe é morta durante uma invasão do Imperador Arnold do Império Galkhein, apenas para acordar cinco anos antes, na noite em que seu noivo, o Príncipe Dietrich, anulou seu noivado por (falsos) crimes. Rishe, no entanto, não se afeta pois está presa em um loop temporal e esta será a 6ª vez que ela volta para este momento. Durante cada ciclo, ela levou vidas completamente diferentes, incluindo comerciante, fitoterapeuta, erudita, empregada doméstica e, finalmente, cavaleiro real, mas toda vez ela inevitavelmente morre cinco anos após anulação do noivado. Em sua 7ª vida, ela decide viver de forma tranquila e fácil, mas imediatamente encontra Arnold, que a assassinou em sua 6ª vida, poucos minutos atrás. Sendo 5 anos mais novo, Arnold ainda não é Imperador, e ele é instantaneamente atraído pela confiança dela, embora ela não confie nele, já que foi a guerra que Arnold começou que a matou 6 vezes. A demora faz com que ela tenha um segundo confronto com Dietrich, no qual ela o humilha em público e até demonstra simpatia por sua próxima noiva, Lady Marie. Sentindo perigo, ela se defende de um ataque surpresa de Arnold, que deduziu por seus movimentos que ela é uma mestre espadachim. Arnold fica ainda mais impressionado e de repente a pede em casamento. | |                         |
| 2 | "Sobreviver para Levar uma Vida à Toa" Transliteração: "Kiniro ni Somaru Sumeragi to" (em japonês: 金色に染まる皇都)                                      | 14 de janeiro de 2024   |
| O pai de Dietrich, o Rei, chega enojado com o comportamento de Dietrich e pede desculpas a Rishe, implorando-lhe que aceite a proposta de Arnold de manter a amizade entre suas nações. Rishe aceita; na esperança de descobrir por que Arnold declara guerra no futuro após assassinar seu próprio pai. Ela também informa a Arnold que ele nunca deve tocá-la e que ela não cumprirá nenhum dever real. Viajando para seu Império, eles são atacados por bandidos, e Rishe fica surpresa que Arnold mostra misericórdia ao derrotá-los sem matá-los. Rishe ganha a lealdade de seus homens misturando um antídoto para seus ferimentos de espada envenenada. Arnold agradece, pois cada um de seus cavaleiros são amigos valiosos. Rishe está confusa sobre o que poderia transformar um homem tão carinhoso em um tirano. Arnold revela que por razões políticas ela é tecnicamente sua refém, embora Rishe esteja satisfeita, pois isso fornecerá uma justificativa para preguiçar. Chegando em Galkhein, Rishe assume uma vila real abandonada que ela mesma limpa, intrigando seus guardas. Ela também encontra e ajuda Elsie, uma nova empregada que está sendo intimidada por empregadas mais velhas. Arnold fica ainda mais apaixonado por todas as suas habilidades que são incomuns para damas nobres e promete apoiá-la em fazer o que ela quiser. Rishe se recusa a cair em seu charme e está determinada a descobrir o mal em seu coração.                          | |                         |
| 3 | "Cavalo Velho Não Esquece o Caminho" Transliteração: "Usuginugoshi no Kenbu (Rondo)" (em japonês: 薄衣越しの剣舞（ロンド)                                 | 21 de janeiro de 2024   |
| Arnold decide revelar Rishe como sua noiva em uma festa real. Isso não agrada às filhas ciumentas dos nobres que tentam pregar uma peça nela, embora ela facilmente as engane. Enquanto dança com Arnold, Rishe analisa seus movimentos para decifrar como ele a matou tão facilmente e descobre que seu ombro esquerdo está coberto de cicatrizes antigas que limitam seus movimentos, embora ele peça a ela para manter esse segredo. Ao ajudar as empregadas, Rishe observa que a maior parte do bullying vem da empregada doméstica Diana e rapidamente determina o motivo. Na seleção de empregadas domésticas, Diana fica horrorizada ao saber que Rishe é noiva de Arnold e que Elsie e outras empregadas juniores foram selecionadas, mas ela não. Rishe ressalta que, como filha de um comerciante, Diana é a única empregada que sabe ler e escrever, o que a ajudou a aprender mais rápido, fazendo com que ela ficasse frustrada com alunos lentos como Elsie. Percebendo seu erro, Diana pede desculpas sinceramente e fica surpresa quando Rishe declara que sua vila real será onde todas as empregadas juniores treinarão com Diana encarregada de ensiná-las a ler e escrever. Arnold se diverte com a astúcia de Rishe. Rishe marca um encontro com Kaine Tully da Aria Trading Company, o comerciante que a treinou em sua primeira vida, a quem ela está determinada a ter como aliado mais uma vez.                                                          | |                         |
| 4 | "Quando o Chefe é Esperto Demais" Transliteração: "Supaisu wa Kakushimi ni" (em japonês: 曲者（スパイス）は隠し味に)                                      | 28 de janeiro de 2024   |
| Kaine se recusa a fazer negócios com ela; apontando que uma futura rainha nunca usaria uma empresa comercial tão pequena para seu casamento sem um motivo político, e ele não está interessado na política real. Precisando dele para evitar a futura guerra de Arnold, Rishe se lembra do gosto de Kaine por apostas arriscadas e foge do palácio para lhe oferecer um acordo; se em 7 dias ela conseguir criar um negócio lucrativo, ele se tornará seu parceiro comercial sem fazer perguntas. Arnold está chateado, não que ela tenha escapado porque é livre para fazer o que quiser, mas o fez sem guardas. Ele então insiste que da próxima vez que ela fugir, ela o leve com ela para proteção e diversão. Depois de compartilhar um lanche noturno, Rishe conta a ele sobre sua aposta com Kaine, mas esconde os detalhes. Arnold se diverte e avisa abruptamente Rishe que, se ela encontrar seu irmão mais novo, Theodore, ela deveria ignorá-lo. No dia seguinte, ela encontra Theodore, que a avisa de forma conspiratória que a libertará de ser refém de Arnold. Rishe ouve Arnold criando uma política para que o exército proteja os civis, não apenas os nobres, mais uma vez confundindo-a com o quão diferente ele é de seu futuro eu. Com uma carta falsa de Arnold, Theodore consegue atrair Rishe sozinha para uma igreja à meia-noite. | |                         |
| 5 | "Comerciantes de Primeira Classe Podem Escolher Seus Clientes, Mas..." Transliteração: "Mō Hitotsu no Akinai" (em japonês: もうひとつの商い)              | 4 de fevereiro de 2024  |
| Theodore tenta convencer Rishe de que Arnold é um criminoso de guerra que até matou sua mãe, então fica chocado porque Rishe já sabia e até trouxe Arnold para a reunião. Theodore sai rapidamente. Apesar de sua raiva, Rishe pergunta por que tantas pessoas pensam que ele é mau quando faz tanto bem. Arnold sugere atrocidades que cometeu durante a guerra e fica surpreso com a disposição dela em confrontá-lo, então a choca com o primeiro beijo. Rishe recruta suas empregadas para criar esmaltes para mostrar a Kaine e aprende com Elsie que a pobreza é um grande problema. Rishe oferece a Kaine direitos exclusivos para fabricar esmaltes, desde que ele contrate apenas trabalhadores das favelas. Kaine fica cético até que Rishe recita uma lição que aprendeu com ele. Quando ele ainda recusa, Rishe revela que sabe que ele tem uma irmã doente, Aria. Kaine fica furiosa até que Rishe revela que ela tem cultivado seu próprio jardim de ervas por esse motivo expresso e criou um remédio para curá-la de graça, mesmo que ele ainda recuse sua parceria. Deixando de lado sua arrogância, Kaine concorda com a proposta de Rishe sem mais hesitações. Rishe desmaia devido às várias noites sem dormir, mas mais tarde é sequestrada de seu quarto por Elsie e seu guarda Kamil, que a levam até Theodore. | |                         |
| 6 | "A Hora Mais Escura é Logo Antes da Alvorada" Transliteração: "Mottomo Kurai Jikan wa Yoake no Chokuzendesu" (em japonês: 最も暗い時間は夜明けの直前です) | 11 de fevereiro de 2024 |
| Flashbacks mostram que Rishe concordou em ser sequestrado por Elsie e Kamil, que nasceram nas favelas onde Theodore faz trabalhos de caridade há anos. Theodore exige que Arnold desista de ser herdeiro real, mas Arnold revela que Theodore subestimou Rishe, que de repente entra na sala, tendo derrotado seus guardas e escapado. Ela deduz que o verdadeiro objetivo de Theodore era desonrar-se e ser exilado, em vez de continuar sabendo que Arnold não tem interesse nele. Depois que Theodore foge, Rishe acusa Arnold de apenas agir desinteressado, então Theodore ficará menos chateado se Arnold morrer em outra guerra. Ela então o envergonha com a possibilidade de Theodore morrer primeiro e, se assim for, Arnold definitivamente se arrependerá de tê-lo maltratado. Rishe encontra Theodore no telhado e sugere que tem um plano para salvar Arnold. Theodore fica muito chateado e se joga do telhado, esperando que sua morte force Arnold a permanecer vivo como o único herdeiro sobrevivente. Arnold aparece e o pega, fazendo com que Arnold admita que se preocupa com Theodore. Aliviado, Rishe finalmente consegue dormir pela primeira vez em uma semana, desabando nos braços de Arnold. Acordando mais tarde, Arnold agradece por ajudar Theodore e depois a provoca com a lembrança do beijo deles. Theodore retoma o trabalho de caridade enquanto oferece a Rishe acesso a seus agentes das favelas para apoiar seu plano de salvar Arnold. | |                         |
| 7 | "Já é Hora de Dormir, Não Espere a Mamãe Mandar" Transliteração: "Kodō Kizamu Komoriuta" (em japonês: 鼓動刻む子守唄)                                     | 18 de fevereiro de 2024 |
| 8 | "Como o Gelo Cristalino Formado no Mar de um País Frio" Transliteração: "Umishoku no Kanata" (em japonês: 海色の彼方)                                     | 25 de fevereiro de 2024 |
| 9 | "Um Aroma Doce Como o de Flores" Transliteração: "Kita Kara no Raihōsha" (em japonês: 北からの来訪者)                                                     | 3 de março de 2024      |
| 10 | "A Única Coisa Pura a Ser Feita" Transliteração: "Kaori Tabako ni Hi ga Tomoru" (em japonês: 香り煙草に火がともる)                                        | 10 de março de 2024     |
| 11 | "Tochas de Guerra ou Vagalumes?" Transliteração: "Yukibana no Ketsui" (em japonês: 雪花（せっか）の決意)                                                  | 17 de março de 2024     |
| 12 | "Irei com você diversas vezes e da forma como você vive" Transliteração: "Ichiban Utsukushī Mono" (em japonês: いちばん美しいもの)                        | 24 de março de 2024     |

## Recepção
Rebecca Silverman da Anime News Network elogiou a heroína, a arte e a história, chamando-a de única.
Naoki Harada, editor da Comic Gardo, escolheu o mangá como seu mangá favorito de 2021.
Em fevereiro de 2024, a série tinha mais de 1 milhão de cópias em circulação.